# Cortinarius rigidipes
Cortinarius rigidipes är en svampart som beskrevs av M.M. Moser 1968. Cortinarius rigidipes ingår i släktet Cortinarius och familjen spindlingar.  Artens status i Sverige är: Ej påträffad. Inga underarter finns listade i Catalogue of Life.